# Liste der Baudenkmäler in Schwarzach (Niederbayern)

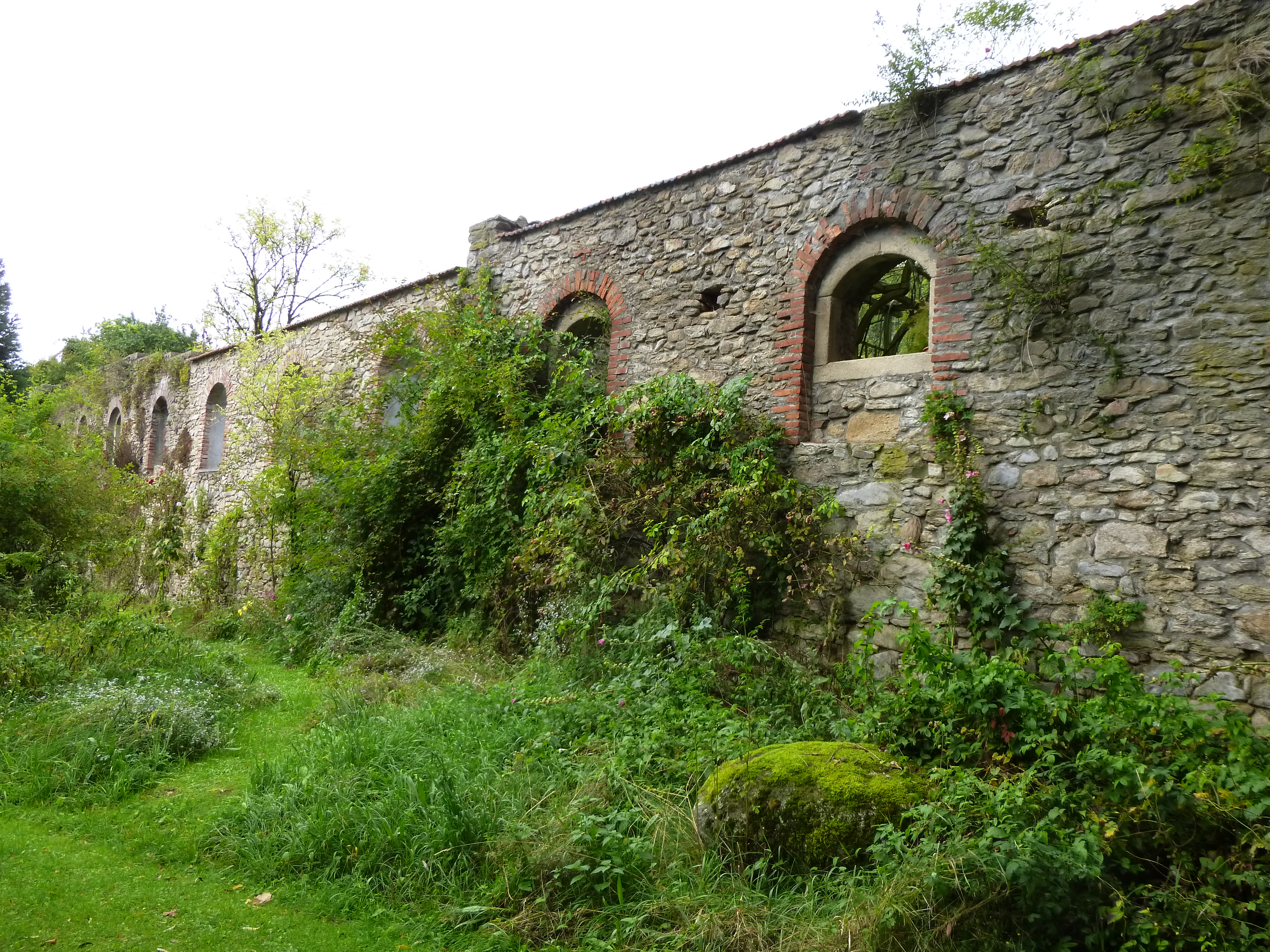
Ruine der Burg Degenberg

Auf dieser Seite sind die Baudenkmäler in dem niederbayerischen Markt Schwarzach zusammengestellt. Diese Tabelle ist eine Teilliste der Liste der Baudenkmäler in Bayern. Grundlage ist die Bayerische Denkmalliste, die auf Basis des Bayerischen Denkmalschutzgesetzes vom 1. Oktober 1973 erstmals erstellt wurde und seither durch das Bayerische Landesamt für Denkmalpflege geführt wird. Die folgenden Angaben ersetzen nicht die rechtsverbindliche Auskunft der Denkmalschutzbehörde.

## Ensemble Marktplatz Schwarzach

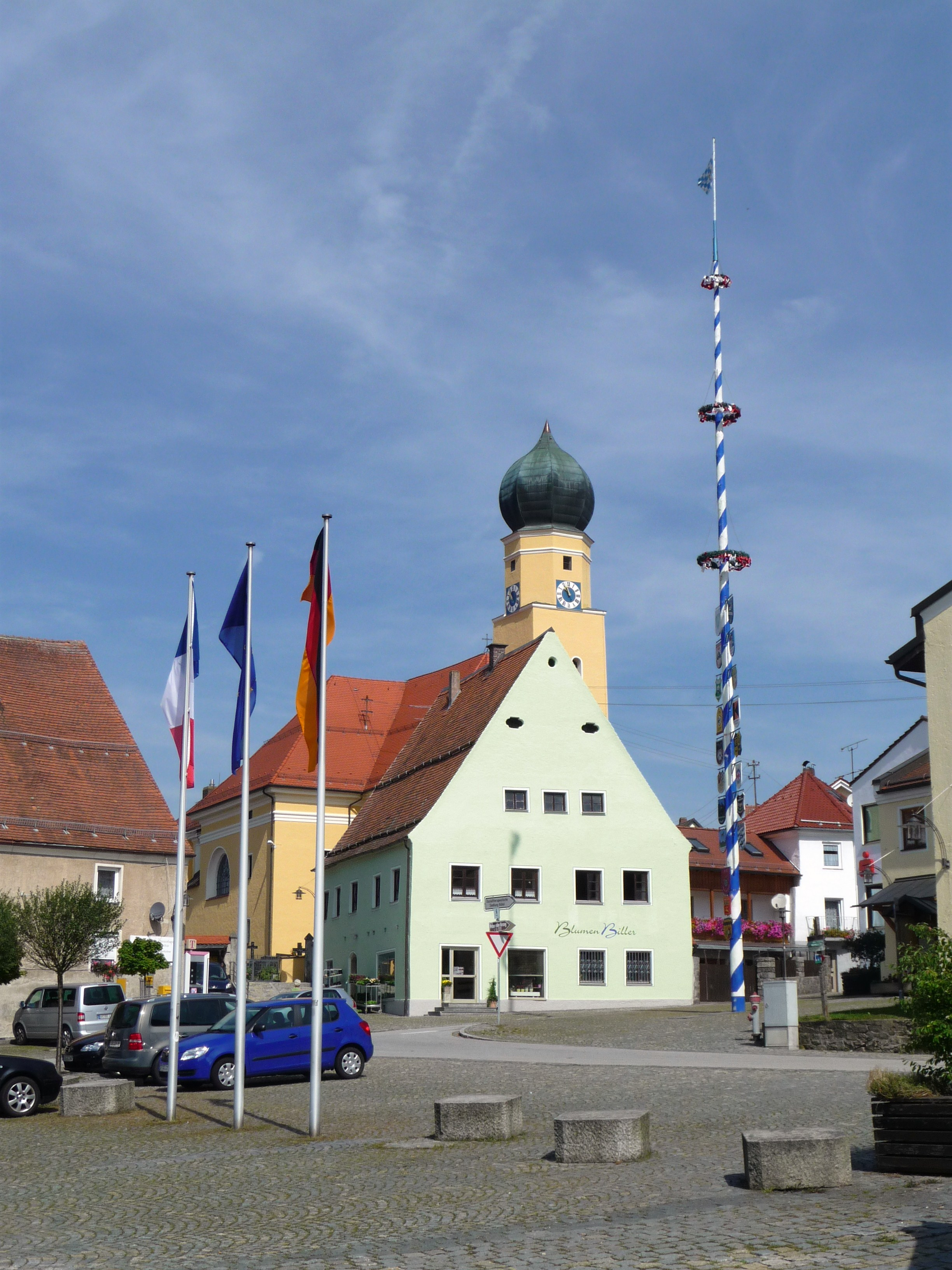
Marktplatz Schwarzach

Das Ensemble umfasst das Zentrum der ehemaligen Herrschaft der 1602 ausgestorbenen Herren von Degenberg mit dem geschlossen umbauten Schlosshof und dem westlich sich anfügenden kleinen Marktplatz.
Das Schloss, das zum Markt hin als Dreiflügelanlage wirksam wird und um 1600 erbaut wurde, diente seit 1602 als herzoglicher Pflegamtssitz. Es wurde im 19. Jahrhundert aufgeteilt und zu einzelnen Wohnhäusern umgebaut; die offenen Loggien wurden teilweise zugesetzt.
Der leicht ansteigende Marktplatz wird durch freistehende breitgelagerte Putzbauten umgeben, in denen der Charakter Schwarzachs als Pflegeamtsort noch anschaulich wird; die Nordwestseite nimmt der mächtige Langflügel des Kurfürstlichen Bräuhauses von 1689 ein, oberhalb schließt sich das Gerichtsschreiberhaus von 1636 an. Die Nordseite bestimmt das Hofwirtshaus von 1640; das benachbarte Sparkassengebäude ist ein störender Faktor im Ensemble.
Von der Nordwestecke her beherrscht die in der äußeren Erscheinung barocke Pfarrkirche das Platzbild. Friedhof, Kapellen und die an die Friedhofsmauer angelehnten Wohnbauten, darunter das Pfarrhaus, gehören zum Ensemble.
Aktennummer: E-2-78-187-1.

## Baudenkmäler nach Ortsteilen

### Schwarzach
| Lage                                  | Objekt                                   | Beschreibung | Akten-Nr.     | Bild                             |
| ------------------------------------- | ---------------------------------------- | --- | ------------- | -------------------------------- |
| Adalbert-Stifter-Straße 10 (Standort) | Wohnhaus Dr. Gäch                        | erbaut 1925 von Weyrather in der Auffassung anthroposophischer Architektur, aus kubischer Grundform entwickelte asymmetrisch modellierte Außengestaltung mit vielfältig gebrochenen Dachflächen, mit originaler Ausstattung in späten Jugendstilformen                                   | D-2-78-187-57 | Wohnhaus Dr. Gäch                |
| Bayerwaldstraße 5 (Standort)          | Katholische Pfarrkirche St. Martin       | Chor im Kern spätgotisch, ebenso das Langhaus, der Turmunterbau um 1300, barocker Ausbau 1710–20 und 1750–60, mit Ausstattung; Seelenkapelle südlich der Kirche, Chor einer kleinen spätgotischen Kirche (abgegangen); Ölbergkapelle, 18. Jahrhundert; neben der Kirche Epitaph von 1602 | D-2-78-187-1  | weitere Bilder                   |
| Bayerwaldstraße 19 (Standort)         | Kleinhaus                                | eingeschossiger Blockbau, teilweise verschindelt bzw. getüncht, mit Giebelschrot, zweite Hälfte 18. Jahrhundert, Dach später | D-2-78-187-2  | BW                               |
| Bayerwaldstraße 22 (Standort)         | Ehemalige Schmiede                       | Obergeschoss-Blockbau mit Giebelschroten und geschnitzten Säulen, Anfang 19. Jahrhundert | D-2-78-187-16 | Ehemalige Schmiede               |
| Deggendorfer Straße 3 (Standort)      | Bäckerei                                 | zweigeschossiger Traufseitbau mit Halbwalmdach, bezeichnet 1838 | D-2-78-187-5  | Bäckerei                         |
| Marktplatz 3 (Standort)               | Teil des ehemaligen Schlosses            | Renaissance-Zimmer im Erdgeschoss, Rippengewölbe mit Stichkappen, Originalmalereien und Übermalung des 20. Jahrhunderts, bezeichnet 1596 | D-2-78-187-58 | weitere Bilder                   |
| Marktplatz 4 (Standort)               | Ehemaliges Pflegerhaus                   | später Schloss genannt, Nordflügel der ehemaligen Schlossanlage, dreigeschossig mit hohem Steilsatteldach, Anfang 17. Jahrhundert | D-2-78-187-6  | weitere Bilder                   |
| Marktplatz 5 (Standort)               | Wohnhaus                                 | Giebelbau, im Kern Ende 16. Jahrhundert | D-2-78-187-7  | BW                               |
| Marktplatz 6 (Standort)               | Gasthaus zum Hofwirt                     | zweigeschossiger Giebelbau mit Flachsatteldach und Vorschussgiebel, Portal bezeichnet 1640; rückwärts Nebengebäude mit Flachsatteldach und Blockbau-Obergeschoss, daneben ein kleineres mit Flachsatteldach und Blockbau-Giebel, 18. Jahrhundert                                         | D-2-78-187-8  | Gasthaus zum Hofwirt             |
| Marktplatz 7 (Standort)               | Teil des ehemaligen Schlosses            | mit vermauerten Obergeschoss-Arkaden, um 1600 | D-2-78-187-9  | weitere Bilder                   |
| Marktplatz 9 (Standort)               | Teil des ehemaligen Schlosses            | um 1600 | D-2-78-187-10 | BW                               |
| Marktplatz 10 (Standort)              | Ehemaliges Gerichtsschreiberhaus         | zweigeschossiger Steilgiebelbau mit steilem Satteldach, erbaut 1636 | D-2-78-187-11 | Ehemaliges Gerichtsschreiberhaus |
| Marktplatz 11, 13 (Standort)          | Wohn- und Geschäftshaus                  | Teil des Südflügels des ehem. kurfürstlichen Schlosses, zweiteiliger und zweigeschossiger Traufseitbau mit Satteldach und offener Loggia über Renaissance-Säulchen, spätes 16. Jahrhundert                                                                                               | D-2-78-187-12 | weitere Bilder                   |
| Marktplatz 12 (Standort)              | Ehemalige kurfürstliche Weißbierbrauerei | ehemalige Brauereiwirtschaft mit Sudhaus, Braukeller und Bierlager, dreigeschossiger langgestreckter Traufseitbau mit Satteldach, Erker und Hofdurchfahrt, erbaut 1687–89; rückwärts Teil des Wirtschaftsgebäudes, dreigeschossiger Satteldachbau, wohl gleichzeitig                     | D-2-78-187-13 | weitere Bilder                   |
| Rosengasse 3 (Standort)               | Wohnhaus mit Flachsatteldach             | Obergeschoss verputzter Blockbau, im Kern 18. Jahrhundert | D-2-78-187-17 | Wohnhaus mit Flachsatteldach     |
| Rosengasse 7 (Standort)               | Wohnhaus                                 | zweigeschossiger Traufseitbau mit Eckquaderung und profilierter Fensterumrahmung, geschnitzte Haustür, bezeichnet 1851; Eisenzaun und Vorgarten | D-2-78-187-19 | Wohnhaus                         |

### Arnetstein
| Lage                    | Objekt                       | Beschreibung | Akten-Nr.     | Bild           |
| ----------------------- | ---------------------------- | --- | ------------- | -------------- |
| Arnetstein 1 (Standort) | Waldlerhaus in Blockbauweise | Waldlerhaus in Blockbauweise, Giebelschrot mit Brettbalustern, geschnitzten und bemalten Balkenköpfen und zwei profilierten Türstürzen, bezeichnet 1756; zugehöriges Backhaus | D-2-78-187-23 | weitere Bilder |

### Ay
| Lage            | Objekt              | Beschreibung           | Akten-Nr.     | Bild                |
| --------------- | ------------------- | ---------------------- | ------------- | ------------------- |
| Ay 2 (Standort) | Kleiner Kapellenbau | Anfang 20. Jahrhundert | D-2-78-187-24 | Kleiner Kapellenbau |

### Baumgarten
| Lage                    | Objekt             | Beschreibung                                           | Akten-Nr.     | Bild |
| ----------------------- | ------------------ | ------------------------------------------------------ | ------------- | ---- |
| Baumgarten 1 (Standort) | Hierzu Traidkasten | Obergeschoss in Blockbau, erste Hälfte 19. Jahrhundert | D-2-78-187-25 | BW   |

### Bühel bei Schwarzach
| Lage                              | Objekt                        | Beschreibung                        | Akten-Nr.              | Bild           |
| --------------------------------- | ----------------------------- | ----------------------------------- | ---------------------- | -------------- |
| Bühel bei Schwarzach 3 (Standort) | Katholische Kapelle St. Georg | Barockbau, um 1720; mit Ausstattung | D-2-78-187-26 Wikidata | weitere Bilder |

### Degenberg
| Lage                            | Objekt                   | Beschreibung | Akten-Nr.     | Bild           |
| ------------------------------- | ------------------------ | --- | ------------- | -------------- |
| östlich vom Gasthaus (Standort) | Pestmarterl              | bezeichnet 1649; östlich vom Gasthaus | D-2-78-187-30 | Pestmarterl    |
| Degenberg 4 (Standort)          | Meierhof                 | stattlicher zweigeschossiger Walmdachbau, unverputztes Bruchsteinmauerwerk, wohl letztes Viertel 19. Jahrhundert; zugehörig Stall, gleichfalls unverputztes Bruchsteinmauerwerk, gleichzeitig | D-2-78-187-27 | Meierhof       |
| In Degenberg (Standort)         | Kapelle                  | erbaut 1874/6; mit Ausstattung | D-2-78-187-29 | Kapelle        |
| Degenberg (Standort)            | Ruine der Burg Degenberg | Mauerreste der frühmittelalterlichen, 1469 zerstörten Anlage; am Südrand des gleichnamigen Berges                                                                                             | D-2-78-187-28 | weitere Bilder |

### Dreiwies
| Lage                                 | Objekt        | Beschreibung | Akten-Nr.     | Bild |
| ------------------------------------ | ------------- | --- | ------------- | ---- |
| Dreiwies 1; Nähe Dreiwies (Standort) | Wohnstallhaus | zweigeschossiger Satteldachbau mit zwei Giebelschroten, Wohnteil als Blockbau, Kernbau 1834 (dendrochronologisch datiert), Aufstockung 1911, Stallanbau erste Hälfte 20. Jahrhundert; Backhaus, vor 1843 | D-2-78-187-61 | BW   |

### Gaißing
| Lage                  | Objekt                    | Beschreibung                                                                               | Akten-Nr.     | Bild |
| --------------------- | ------------------------- | ------------------------------------------------------------------------------------------ | ------------- | ---- |
| Gaißing 25 (Standort) | Wohnstallhaus in Blockbau | Wohnstallhaus in Blockbau, mit Giebelschrot und späterem Zwerchgiebel, 18./19. Jahrhundert | D-2-78-187-32 | BW   |
| Gaißing 27 (Standort) | Waldlerhaus               | in Blockbau mit Giebelschrot, Ende 17. Jahrhundert                                         | D-2-78-187-33 | BW   |

### Grandsberg
| Lage                    | Objekt                | Beschreibung | Akten-Nr.     | Bild                  |
| ----------------------- | --------------------- | --- | ------------- | --------------------- |
| Grandsberg 3 (Standort) | Zuhaus mit Troadboden | Obergeschoss-Blockbau, erste Hälfte 19. Jahrhundert, Dach wohl später; 2001/2002 von Unterperasdorf 52 hierher übertragen | D-2-78-187-60 | Zuhaus mit Troadboden |

### Hinterhof
| Lage                   | Objekt  | Beschreibung                         | Akten-Nr.     | Bild    |
| ---------------------- | ------- | ------------------------------------ | ------------- | ------- |
| Hinterhof 1 (Standort) | Kapelle | 19./20. Jahrhundert; mit Ausstattung | D-2-78-187-35 | Kapelle |

### Höhenberg
| Lage                   | Objekt                  | Beschreibung | Akten-Nr.     | Bild                    |
| ---------------------- | ----------------------- | --- | ------------- | ----------------------- |
| Höhenberg 3 (Standort) | Einödhof                | stattlicher Obergeschoss-Blockbau mit Traufstangenschrot, erste Hälfte 19. Jahrhundert; hierzu stattlicher Traidkasten in Blockbau, erste Hälfte 19. Jahrhundert | D-2-78-187-36 | weitere Bilder          |
| Höhenberg 4 (Standort) | Waldlerhaus in Blockbau | 18./19. Jahrhundert | D-2-78-187-37 | Waldlerhaus in Blockbau |

### Lindforst
| Lage                            | Objekt                      | Beschreibung                                                                 | Akten-Nr.     | Bild |
| ------------------------------- | --------------------------- | ---------------------------------------------------------------------------- | ------------- | ---- |
| Lindforster Straße 3 (Standort) | Langgestrecktes Waldlerhaus | mit Giebellaube und Blockbau-Oberteil, erste Hälfte 19. Jahrhundert          | D-2-78-187-40 | BW   |
| Lindforster Straße 5 (Standort) | Waldlerhaus                 | mit Blockbau-Oberteil und Giebel-Stangenschrot, erste Hälfte 19. Jahrhundert | D-2-78-187-41 | BW   |

### Oberhofen
| Lage                   | Objekt        | Beschreibung | Akten-Nr.     | Bild          |
| ---------------------- | ------------- | --- | ------------- | ------------- |
| Oberhofen (Standort)   | Bildstock     | 18./19. Jahrhundert; südlich des Hofs | D-2-78-187-43 | Bildstock     |
| Oberhofen 1 (Standort) | Wohnstallhaus | Waldlerhaus in Blockbau, zweite Hälfte 18. Jahrhundert, gut erneuert, Austragshaus, Waldlertyp mit Blockbaukniestock, erste Hälfte 19. Jahrhundert; Stadel, verbretterter Ständerbau mit Halbwalm, erste Hälfte 19. Jahrhundert | D-2-78-187-42 | Wohnstallhaus |

### Penzkofen
| Lage                    | Objekt      | Beschreibung                         | Akten-Nr.     | Bild |
| ----------------------- | ----------- | ------------------------------------ | ------------- | ---- |
| In Penzkofen (Standort) | Feldkapelle | 18./19. Jahrhundert; mit Ausstattung | D-2-78-187-44 | BW   |

### Reisachmühl
| Lage                     | Objekt        | Beschreibung | Akten-Nr.     | Bild |
| ------------------------ | ------------- | --- | ------------- | ---- |
| Reisachmühl 1 (Standort) | Mühlenanwesen | in Form eines Hakenhofes, mit zweiseitig umlaufender Laube und Hochlaube am Giebel; Mühlenbereich zweigeschossiger Ständerbau mit Blockbau-Ausfachung auf Bruchstein-Untergeschoss, Mühleneinrichtung erhalten; Stallteil; um 1800 | D-2-78-187-59 | BW   |

### Thal
| Lage              | Objekt      | Beschreibung | Akten-Nr.     | Bild |
| ----------------- | ----------- | --- | ------------- | ---- |
| Thal 1 (Standort) | Traidkasten | Hierzu bemerkenswerter, dreigeschossiger Traidkasten mit Steilsatteldach, Blockbau über Bruchsteinerdgeschoss, zweites Viertel 19. Jahrhundert | D-2-78-187-47 | BW   |
| Thal 3 (Standort) | Traidkasten | Hierzu Traidkasten, Obergeschoss-Blockbau mit Flachdach, Anfang 19. Jahrhundert                                                                | D-2-78-187-48 | BW   |

### Tiefendorf
| Lage                    | Objekt        | Beschreibung | Akten-Nr.     | Bild |
| ----------------------- | ------------- | --- | ------------- | ---- |
| Tiefendorf 2 (Standort) | Wohnstallhaus | in Blockbauweise mit Giebel-Stangenschrot, zweigeschossig, bezeichnet 1794; Traidkasten mit Flachdach über massivem Erdgeschoss, Mitte 19. Jahrhundert | D-2-78-187-49 | BW   |

### Weißach
| Lage                 | Objekt           | Beschreibung | Akten-Nr.     | Bild |
| -------------------- | ---------------- | --- | ------------- | ---- |
| Weißach 4 (Standort) | Traidkasten      | Blockbau, 1821 (dendrochronologisch datiert), mit Schopfwalmdach; 2023/24 von Bogen, Anning 2 nach Schwarzach, Weißach 4 transloziert und über rekonstruierter Aufständerung wiedererrichtet | D-2-78-187-65 | BW   |
| Weißach 6 (Standort) | Wohnstallhaus    | mit Blockbau-Obergeschoss und umlaufendem Schrot, erstes Drittel 19. Jahrhundert | D-2-78-187-52 | BW   |
| Weißach 8 (Standort) | Laschinger Mühle | Wohnstallhaus Obergeschoss in Blockbau, nach Mitte 18. Jahrhundert | D-2-78-187-51 | BW   |

### Weißenberg
| Lage                    | Objekt  | Beschreibung                                          | Akten-Nr.     | Bild    |
| ----------------------- | ------- | ----------------------------------------------------- | ------------- | ------- |
| Weißenberg 5 (Standort) | Kapelle | einheitlicher Spätbarockbau von 1714; mit Ausstattung | D-2-78-187-55 | Kapelle |

### Wimpassing
| Lage                    | Objekt      | Beschreibung                                                     | Akten-Nr.     | Bild |
| ----------------------- | ----------- | ---------------------------------------------------------------- | ------------- | ---- |
| Wimpassing 6 (Standort) | Waldlerhaus | zum Teil offener Blockbau, im Kern 18./19. Jahrhundert, erneuert | D-2-78-187-56 | BW   |

## Ehemalige Baudenkmäler
In diesem Abschnitt sind Objekte aufgeführt, die früher einmal in der Denkmalliste eingetragen waren, jetzt aber nicht mehr. Objekte, die in anderem Zusammenhang – also z. B. als Teil eines Baudenkmals – weiter eingetragen sind, sollen hier nicht aufgeführt werden. Aktennummern in diesem Abschnitt sind ehemalige, jetzt nicht mehr gültige Aktennummern.

| Lage                              | Objekt                               | Beschreibung | Akten-Nr.     | Bild |
| --------------------------------- | ------------------------------------ | --- | ------------- | ---- |
| Eben Eben 1 (Standort)            | Waldlerhaus                          | Austragshaus, in Blockbau, 18./19. Jahrhundert; stattlicher dreigeschossiger Traidkasten, mittelsteiles Dach über Blockbauobergeschoss, zweites Viertel 19. Jahrhundert | D-2-78-187-31 | BW   |
| Grünbühel Grünbühel 3 (Standort)  | Einzelhof                            | Wohnteil in Blockbau, Mitte 19. Jahrhundert | D-2-78-187-34 | BW   |
| Kumpfmühl In Kumpfmühl (Standort) | Holzkapelle                          | 19. Jahrhundert; mit Ausstattung | D-2-78-187-39 | BW   |
| Pitzenloh Pitzenloh 2 (Standort)  | Kleinbauernhaus                      | erdgeschossig, mit Steilsatteldach und Giebelhaube, zum Teil Blockbau, Anfang 19. Jahrhundert                                                                           | D-2-78-187-45 | BW   |
| Reißen Reißen 1 (Standort)        | Bauernhaus                           | mit Blockbau-Obergeschoss, erste Hälfte 19. Jahrhundert | D-2-78-187-46 | BW   |
| Vorderhof Vorderhof 2 (Standort)  | Wohnstallhaus                        | Obergeschoss-Blockbau mit erneuertem Giebelschrot, erste Hälfte 19. Jahrhundert, Dach später                                                                            | D-2-78-187-50 | BW   |
| Weißach Weißach 4 (Standort)      | Waldlerhaus mit Giebel-Stangenschrot | mit Giebel-Stangenschrot, zweite Hälfte 18. Jahrhundert | D-2-78-187-53 | BW   |

## Abgegangene Baudenkmäler
In diesem Abschnitt sind Objekte aufgeführt, die früher einmal in der Denkmalliste eingetragen waren, jetzt aber nicht mehr existieren, z. B. weil sie abgebrochen wurden. Aktennummern in diesem Abschnitt sind ehemalige, jetzt nicht mehr gültige Aktennummern.

| Lage                               | Objekt                                     | Beschreibung        | Akten-Nr.     | Bild |
| ---------------------------------- | ------------------------------------------ | ------------------- | ------------- | ---- |
| Schwarzach Rosengasse 5 (Standort) | Hölzerne Schaufenster- und Türeinfassungen | Jugendstil, um 1900 | D-2-78-187-18 | BW   |